# Lettre de crédit
Pour les articles homonymes, voir Lettre.
« Crédoc » redirige ici. Pour l'organisme d'études, voir Centre de recherche pour l'étude et l'observation des conditions de vie.
La lettre de crédit (aussi appelée accréditif, L/C, crédit documentaire ou « crédoc ») est un document prouvant un engagement de paiement souscrit par la banque d'un acheteur vis-à-vis du vendeur. La banque s'engage par ce document à payer le vendeur, pour le compte de l'acheteur, si le vendeur fournit les documents (document de transport, la facture, le document d'assurance, la liste de colisage "packing list", les signatures, la lettre de change si besoin, le délai de présentation du dossier), conformément aux conditions énoncées dans la lettre de crédit. Ces documents sont censés attester de la bonne exécution de ses obligations par le vendeur.
L’appellation "crédit documentaire" est un abus de langage : le crédit documentaire est en réalité une garantie. Le règlement d'une transaction commerciale internationale bénéficiant d'une lettre de crédit peut être effectué par chèque, par traite, ou par remise documentaire.

## Histoire
La lettre de crédit fut l'un des premiers outils de paiement à distance émis au Moyen Âge par les banquiers lombards et hanséatiques ainsi que les Templiers.

## Pratique

### Objectif
L'objectif principal de la lettre de crédit est d'assurer que les deux parties d'un contrat commercial s'acquittent bien de leurs obligations: principalement la livraison de biens ou services pour le vendeur, et le paiement pour l'acheteur. Cette garantie passe par l'implication d'un acteur externe: la banque. 
Le crédit documentaire est donc l’opération par laquelle la banque émettrice s’engage pour le compte de son client, le « donneur d’ordre », à régler à un tiers, le « bénéficiaire », dans un délai déterminé, via une banque intermédiaire (ou banque notificatrice) un montant déterminé contre la remise de documents strictement conformes. 
Très souvent, la lettre de crédit est utilisée dans le cadre de transactions internationales, qui sont plus risquées à la fois pour l'importateur, qui souhaite être livré, et pour l'exportateur, qui souhaite être payé. Le crédit documentaire est donc aujourd'hui souvent utilisé pour sécuriser les transactions de commerce international. Cependant, rien n'interdit d’utiliser une lettre de crédit pour une transaction domestique. 

### Droit applicable
Le crédit documentaire est soumis aux Règles et Usances Uniformes (RUU) en matière de crédit documentaire de la Chambre de commerce internationale (CCI). La commission bancaire de la Chambre de commerce internationale a révisé ces Règles et Usances par décision du 25 octobre 2006 avec entrée en vigueur le 1er juillet 2007 de la publication no 600 (les RUU 600 remplacent ainsi les RUU 500). Les principales modifications de cette nouvelle version des RUU consistent en une simplification des principes applicables, le nombre d'articles des RUU ayant d'ailleurs été réduit de 49 à 39.
Il est néanmoins toujours possible d'émettre une lettre de crédit soumise aux RUU 500 de la CCI. 

### Acteurs
Le donneur d'ordre est l'acheteur (ou l'importateur dans le cadre d'une transaction internationale) qui est l'initiateur du crédit documentaire auprès de sa banque, qui est aussi appelée la banque émettrice. Celle-ci émet le crédit documentaire et garantit le paiement sous certaines conditions (notamment de présentation des documents).
La banque notificatrice est celle qui reçoit le crédit documentaire et le transmet au bénéficiaire après avoir étudié la conformité du message d'ouverture. Selon les cas elle peut le confirmer ou non. 
Le bénéficiaire est le vendeur (ou l'exportateur), qui reçoit le crédit documentaire par l'intermédiaire de sa banque.
Lorsque le crédit le permet (lettre de crédit marquée "ANY BANK" en anglais), le bénéficiaire peut remettre les documents, et demander le paiement à une autre banque, dite banque négociatrice, différente de la banque notificatrice.

### Types de crédits
Il existe de nombreuses distinctions entre différents types de lettres de crédit, qui se distinguent par des modalités différentes. 

#### Notifié et confirmé
Un crédit notifié est simplement transmis au bénéficiaire par la banque notificatrice, seul le risque commercial est couvert par la banque émettrice. Dans ce cas, le bénéficiaire n'est pas protégé contre le risque de défaillance de la banque émettrice ou le risque de non-transfert des fonds (risque "pays"). 
Si le crédit est confirmé (aussi dit réalisable par acceptation), la banque notificatrice s'engage par sa confirmation à régler le bénéficiaire contre présentation de documents conformes, y compris en cas de défaut de la banque ou du pays émetteur. La confirmation est essentiellement utile vers les pays dits "à risques", elle couvre le risque politique. L'étude du risque est de la seule responsabilité de la banque notificatrice (article 9 des RUU). Il faut que la confirmation soit autorisée, par la banque émettrice, dans l'ouverture. Si elle n'est pas autorisée, la banque notificatrice peut, cependant, apporter une garantie de paiement au bénéficiaire à travers une "confirmation silencieuse" ou la conclusion d'un contrat de "ducroire". Cette opération apporte une sécurité au vendeur qui, en cas de défaillance de la banque émettrice, se verra payé par la mise en jeu de cette garantie. La banque émettrice ne sera pas avisée lors de la mise en place d'une telle garantie.

#### Révocable ou irrévocable
Depuis les nouvelles RUU 600, tous les crédits sont automatiquement irrévocables, c'est-à-dire qu'un crédit documentaire ne peut être annulé qu'avec l'accord des deux parties. 

#### Transférable ou non-transférable
Si un crédit est transférable, tout ou partie du montant du crédit peut être transféré à un ou plusieurs seconds bénéficiaires, sans que l'accord du donneur d'ordre ne soit requis. C'est notamment le cas lorsque le vendeur n'est pas le fabricant des marchandises et qu'il fait appel à un sous-traitant. Ainsi le paiement peut être sollicité par une autre société que le bénéficiaire figurant à l'ouverture. En revanche, le changement de bénéficiaire d'un crédit non transférable doit faire l'objet d'une modification demandée à sa banque par le donneur d'ordre.

#### Négociable auprès d'une (ou de toute) banque
Si le crédit est réalisable par négociation (ou dit négociable) dans toutes les banques "ANY BANK" (restreint au pays du bénéficiaire), le bénéficiaire peut choisir la banque auprès de laquelle il négociera le crédit et déposera les documents. Dans le cas contraire, la banque est imposée.

### Déroulement
1. Le bénéficiaire (vendeur) et le donneur d'ordre (acheteur) s'entendent sur un contrat commercial.
2. Le donneur d'ordre demande à sa banque l'ouverture d'un crédit documentaire en faveur du bénéficiaire[5], généralement dans des termes conformes au contrat.
3. La banque émettrice émet le crédit documentaire auprès de la banque de son choix ou d'une banque demandée par le bénéficiaire (généralement sa propre banque) désignée alors comme banque notificatrice et/ou confirmante. Elle liste alors l'ensemble des termes et conditions du crédit et s'engage à payer la banque du bénéficiaire si celle-ci lui présente des documents strictement conformes aux termes du crédit (et en accord avec les Règles et Usances, RUU).
4. La banque notificatrice transmet le crédit au bénéficiaire. Si le crédit a été ouvert sous la forme "confirmable", la banque notificatrice a le choix de confirmer ou non le crédit (étude du risque-pays et du risque-banque). Dans ce cas, elle doit en aviser la banque émettrice. Si le crédit est simplement notifié (et non confirmé) au bénéficiaire, c'est sans engagement de la part de la banque notificatrice (article 9 des RUU).
5. Le bénéficiaire, s'il a accepté l'ensemble des conditions du crédit, procède donc à l’exécution du contrat et expédie la marchandise. Il sera alors en mesure de soumettre les documents prouvant la bonne exécution auprès de sa banque. À défaut, il devra intervenir auprès du donneur d'ordre pour faire amender le crédit par la banque émettrice, ceci pour être certain de respecter l'ensemble des clauses et obtenir son paiement.
6. Le bénéficiaire rassemble l'ensemble des documents requis en s'assurant qu'aucun d'entre eux ne comporte d'irrégularités au sens des conditions du crédit et des RUU et les remet à sa banque. Si la moindre irrégularité est relevée par la banque négociatrice, les documents pourront être rejetés et le bénéficiaire ne recevra aucun paiement[10].

Si le crédit l'autorise et si les documents sont conformes, le bénéficiaire peut négocier une avance de paiement, sous déduction d'intérêts.
1. La banque négociatrice dispose de 5 jours ouvrés (7 jours pour les RUU 500) pour étudier les documents et déterminer s'ils sont conformes ou non.
  - S'ils sont conformes, elle les transmet à la banque émettrice pour paiement.
  - S'ils comportent des irrégularités, elle peut néanmoins les transmettre, avec l'accord du bénéficiaire, à la banque émettrice pour accord, nonobstant les irrégularités.
2. La banque émettrice dispose également de 5 jours (7 jours pour les RUU 500) à réception des documents pour les étudier et notifier d'éventuelles réserves ou irrégularités à la banque qui lui a adressé les documents.
  - Si les documents sont déclarés conformes, elle devra les régler selon les instructions de paiement prévues à l'ouverture ou spécifiées par la banque remettante.
  - Si les documents sont irréguliers, elle peut les rejeter ou soumettre les irrégularités au donneur d'ordre. Le donneur d'ordre peut alors refuser ou accepter les documents.
3. En cas de refus des documents, ceux-ci peuvent être retournés à la banque du bénéficiaire. Selon les conditions du document de transport, celui-ci reste propriétaire de la marchandise. Aucun paiement n'est effectué.
4. Lorsque les documents sont acceptés, la banque émettrice envoie un avis de levée de réserves à la banque négociatrice, le cas échéant.
5. Les documents sont transmis au donneur d'ordre qui devient propriétaire de la marchandise.
6. La banque émettrice règle la banque négociante conformément au crédit :
  - A vue : le règlement est effectué dès que les documents sont reconnus conformes ou dès la levée des réserves.
  - A l'échéance, dans les autres cas.

Les échanges entre les banques se font généralement au moyen du système sécurisé de télétransmission SWIFT.
L'IBAN de la banque émettrice peut être différent pour chaque pays non conforme au RUU. 

### Documents
Il n'existe aucun document obligatoire dans une lettre de crédit. Cependant, les documents suivants sont néanmoins souvent, sinon toujours, utilisés: 
- Facture commerciale: celle-ci doit indiquer la description des marchandises ou de la prestation, le montant à régler, la devise et l'Incoterm. Elle peut parfois servir à étayer la déclaration de douane soumise par l'importateur, selon le pays.
- Document de transport, attestant de l'expédition de la marchandise. Celui-ci peut être :
  - Un connaissement maritime, dans le cas de transport maritime. Le connaissement est également le titre de propriété sur les biens transportés et couverts par la lettre de crédit.
  - Une lettre de transport aérien, si expédition par avion.
  - Une lettre de voiture (ou CMR) si expédition par la route.
- Certificat d'origine, pour permettre le dédouanement de la marchandise.
- Certificats de qualité et de quantité, délivrés par une société d'inspection spécialisée

L'objectif de l'acheteur est en effet non seulement que la marchandise lui soit livrée en temps et en heure, mais également en quantité et qualité requises par le contrat commercial. 
Des documents additionnels peuvent être requis afin de s'assurer de la bonne exécution du contrat :
- Note de poids /  liste de colisage
- Police ou certificat d'assurance de la marchandise lors de son transport, si le contrat commercial fait référence à un Incoterm du groupe C (CIF / CIP) ou D.
- Certificats divers, selon la nature de la marchandise.

### Irrégularités principales
Les banques finançant le crédit ne considérant que les documents (et non les livraisons ou autres exécutions commerciales), les irrégularités sont très fréquentes et privent le bénéficiaire de toute garantie de paiement. Les plus fréquentes concernent :
- Crédit échu : le crédit documentaire comporte une date et un lieu d'expiration. Le bénéficiaire devra respecter cette date et ce lieu d'expiration, en particulier si le crédit expire dans le pays du donneur d'ordre. Il devra alors présenter les documents à sa banque suffisamment tôt pour qu'ils soient étudiés et transmis avant l'expiration.
- Documents soumis en retard : le crédit précise habituellement un délai de présentation des documents à la banque à compter de la date d'expédition de la marchandise.
- Expédition tardive : l'ouverture de la lettre de crédit précise une date limite d'expédition des produits.
- Erreurs de libellé du nom du bénéficiaire ou du donneur d'ordre dans les documents : Les indications de nom ou raison sociale précisées dans l'ouverture doivent être scrupuleusement respectées dans les documents. Les adresses des différentes parties peuvent différer de la lettre de crédit pour autant qu'elles soient dans le pays indiqué initialement.

Le donneur d'ordre a néanmoins la possibilité d'accepter les irrégularités s'il le souhaite, auquel cas la banque peut procéder au paiement. 

### Amendements
Les amendements au crédit suivent le même parcours que l'ouverture initiale : demandés par le donneur d'ordre, ils sont émis par la banque émettrice puis notifiés au bénéficiaire par la banque notificatrice. Ils sont sujets à l'acceptation de la part de la banque émettrice, de la banque négociatrice (s'il y en a une) et du bénéficiaire. 
Une fois accepté, l'amendement est irrévocable lui aussi, comme la lettre de crédit initiale. 

## Avantages et inconvénients

### Avantages
Le crédit documentaire sécurise les transactions, en particulier dans le cadre du commerce international. Il apporte la sécurité de la garantie d'une institution bancaire, dans un contexte où les agents, leurs pratiques et leurs solvabilités sont des facteurs de risque difficile à appréhender par un acteur hors du pays.
Le crédit documentaire apporte ainsi une garantie supplémentaire aux contractants, en sus du contrat commercial. 

### Inconvénients
Le crédit n'est qu'un engagement à payer sur présentation des documents. Il ne constitue en rien un engagement sur la conformité de la marchandise, car la banque ne considère que les documents (sauf si une fraude peut être démontrée).  
L'acheteur n'a aucun recours si les documents sont conformes mais pas la qualité de la marchandise. L'acheteur (qui doit in fine rembourser la banque pour le paiement effectué en son nom) ne se trouve néanmoins pas totalement démuni, dans la mesure où il pourra toujours agir contre le vendeur en vertu de leur contrat de vente. 
Pour pallier ce risque, l'acheteur peut demander une inspection de la marchandise par un laboratoire indépendant.
La lettre de crédit est une technique de paiement qui relève d'opérations très procédurières. Le coût est élevé comparativement à d'autres techniques de paiement internationales (ex.: remise documentaire) mais la sécurité de paiement est également quasiment totale.